# Benedikt von Ahlefeldt (Landrat)
Benedikt (Bendix) von Ahlefeldt (* 7. November 1717; † 1776 in Uetersen) war Kommandant von Helgoland und Landrat in Uetersen.

## Leben
Benedikt von Ahlefeldt wurde 1717 geboren und war der Sohn des Geheimen Rats und Kanzleipräsidenten Benedikt von Ahlefeldt und seiner zweiten Frau Magdalena Sibylla, geborene Gräfin von Dernath (1695–1723). Er war dänischer Kammerjunker und Leutnant der dänischen Garde und ab 1748 Mayor im „Fühn’schen Regiment“. Von 1753 bis 1764 war er Kommandant von Helgoland und danach bis 1772 Landrat in Uetersen, wo er unverheiratet 1776 starb.